# 트랜스뉴기니어족
트랜스뉴기니어족(Trans-New Guinea languages)는 파푸아 제어에 속하는 가설적 어족이다. 이 어족에 대한 세 가지 가설이 존재한다. 흔히 TNG로 줄여쓴다.

## 역사
파푸아 제어 언어들 대부분이 제대로 기록되지 않았음에도 불구하고 트랜스뉴기니어족의 여러 어파들은 오랫동안 인정되어 왔다. 1907년 S. 레이가 엘레만어족을, 1918년 레이와 J.H.P. 머레이가 마린드어족을, 1919년 다시 레이가 라이해변어족을 제안하였다.
트랜스뉴기니어족은 1970년에 C.L. 포르후버와 케네스 맥엘하논이 제안하였다. 그들은 피니스테르후온어족과 중앙 및 남부 뉴기니어족의 91가지 단어 유사성을 발견하였다. 음성학적 연구가 없었던 탓에 이러한 낱말의 유사성이 계통적인 관계 때문인지, 아니면 차용어 때문인지를 밝혀낼 수 없었다는 문제가 있었으나 이 연구는 진지하게 받아들였다. 트랜스뉴기니라는 이름은 이 어족이 뉴기니섬 동부의 넓은 지역을 포괄하는 최초의 어족으로 제안되었기 때문이다.
1975년 스티븐 부름은 TNG를 뉴기니섬 대부분 및 티모르섬과 인접도서를 포함하는 230만 명의 500여 개의 언어로 확장했다. 그러나 이 근거는 유형학적 분석과 문법 구조의 유사성에 근거한 것으로, 각각의 언어들에 대한 세부적인 분류까지 맞아 떨어지리라고는 부름 자신도 기대하지 않았다. 그는 이 어족의 근거 중 하나로 대명사의 유사성을 들었으나 일부 어파들은 나머지 어족과의 관계를 찾을 수 없었으며, 심지어 TNG 외의 어족과 유사한 대명사를 가진 경우도 있었으나 단지 문법 구조의 유사성 때문에 포함된 것도 있었다. 일반적인 TNG 대명사의 형태를 갖는 일부 언어들은 문법적인 구조의 차이로 인해 TNG에서 제외되었다.
문법적 형식은 쉽게 차용되어 뉴기니섬의 많은 오스트로네시아어족 언어들이 주변 파푸아 제어와 유사한 문법 구조를 갖게 되며, 반대로 많은 파푸아 제어가 오스트로네시아어족의 문법적 형식을 갖게 되는 경우도 있어 윌리엄 폴리와 같은 이후의 언어학자들은 부름의 결론을 거부하고 TNG를 보다 작은, 수십여개의 보다 신뢰성이 있는 어족들로 구분하고 많은 고립어를 인정하였다.
2005년 언어학자 맬컴 로스는 트랜스뉴기니어족을 재검토하는 제안을 발표하였으며, 이에 따라 부름의 가설의 85%까지 TNG를 축소시켰다.
어느 어족이나 성립을 근거하게 하는 가장 큰 증거는 어형론적 변화이다. 예로 영어와 독일어의 "good/gut", "better/besser"와 같은 유사한 변형이 발견된다면 그것만으로도 독일어와 영어의 관계를 성립시킬 수 있는 증거 중 하나가 되는 것이다. 그러나 많은 파푸아 제어의 어형론적 복잡성과 기록의 미비함으로 인해 뉴기니섬에서의 연구는 주로 대명사의 비교를 통해 이루어졌다. 로스는 모든 파푸아 제어의 대명사를 직접 비교하는 대신 폴리의 어족 단위들에 대한 조어 대명사를 재구하고 재구된 조어의 대명사들을 비교하였으며, 이러한 방식으로 트랜스뉴기니조어의 대명사 *ni (우리), *ŋgi(너), *i(그들) 등을 다시 재구한 뒤 이 재구된 대명사를 다른 어족들과 비교하였다. 이 과정에서 최소한 2개 이상의 대명사가 일치하는 경우 어족에 포함되었다.
로스는 그 외에 보다 잘 기록된 일부 어족들을 대명사의 일치를 보이지 않음에도 불구하고 다른 증거들을 통해 포함시켰으며 다른 언어들이 보다 잘 기록되어 있었다면 어족에 포함될 수도 있었을 것이라고 제안했다. 현재 여러 어족들이 단지 잠정적으로만 트랜스뉴기니어족에 포함되어 있으며 로스의 제안이 대명사라는 한 가지 요인으로 이루어진 이상 TNG의 모든 내부 계통도 역시 잠정적인 결론일 뿐이다.

## 언어
대부분의 트랜스뉴기니어족 언어들은 수천명대의 화자를 갖고 있는 경우가 대부분이며, 멜파어, 엥가어, 서부 다니어, 에카리어의 4개만이 10만 명 이상의 화자를 갖고 있다. 뉴기니섬 밖에서 가장 많은 화자를 가진 TNG 언어는 티모르섬의 마카사이어로, 7만여 명이 사용한다.
로스의 트랜스뉴기니어족 제안에서 가장 다양한 언어의 분포를 보이며, 따라서 트랜스뉴기니조어의 본고장으로 짐작되는 지역은 파푸아뉴기니의 고원지대이며, 인도네시아의 파푸아 주나 뉴기니섬의 남동부는 보다 적은 분포를 보인다. 이에 따라 이 지역의 TNG 화자들은 조어가 분화된 이후에 이주한 것으로 짐작된다. 로스는 타로의 재배가 시작된 이후 늘어난 인구밀도로 인해 고원지대에서 산맥을 따라 화자들이 퍼져나갔으나 저지대로의 진출은 느렸고, 세픽강 유역에서 이미 얌을 재배하여 높은 인구밀도를 가진 지역으로는 전혀 퍼져나가지 않았을 것으로 추측하고 있다. 로스는 TNG가 서쪽 한계선인 티모르 근방 도서에 4~4500년 전 오스트로네시아인들이 이 지역에 도착하기 전에 퍼져나갔을 것이라고 넌지시 언급했다.

## 계통
로스는 부름이 각 단계에서 families, stocks, phyla(모두 "어족"으로 번역됨)라는 다른 용어들로 계통 단계를 구분한 데 비해 각 단계에 대한 특별한 용어를 고안하지는 않았다. 이 목록에서 폴리를 비롯한 다른 파푸아 연구자들이 별 논란 없이 받아들이는 어족들은 긁은 글씨로 나타내었으며, 고립어들은 따로 표시하였다.
로스는 부름의 본래 가설에서 100여개의 언어를 제외하였으며 잠적적으로 20여개의 언어를 잠정적으로 추가하였으나 과거에 고립어로 간주되던 포로메어를 포함시켰다.
- 서부 트랜스뉴기니어족(한때 방언군이었던 것으로 추측됨)
  - 서티모르-알로르-판타르어족 (집단화시키기에 증거가 충분지 않음)
    - 아다베어 (고립어)
    - 부나크어 (고립어)
    - 콜라나어 (고립어)
    - 탕글라퓌어족: 사윌라어, 쿨라어
    - 알로르판타르어족
      - 알로르어파: 카망어(워이시카), 아부이어, 아당어, 하마프어, 카볼라어, 카포아어, 쿠이어, 클론어
      - 판타르어파: 블라가르어, 테와 파푸아어, 람마어, 네데방어, 레타어, 테레웽어

  - 동티모르어 (서봄베라이어와 연결 가능성이 있음)
    - 파탈루쿠어 (고립어)
    - 마쿠아어(로바에아) (고립어)
    - 오이라타어 (고립어)
    - 마카사이어 (고립어)

  - 서보메라이어(동티모르어와 연결 가능성이 있음)
    - 카라스어 (고립어)
    - 서보메라이어족: 바함어, 이하어

  - 위셀호어족: 올라니어, 모니어, 에카리어, 아우예어, 다오어
  - 다니어족
    - 와노어 (고립어)
    - 다니어: 후플라어, 응겜어, 왈라크어, 고지그랜드밸리다니어, 저지그랜드밸리다니어, 중부그랜드밸리다니어, 서부다니어
    - 응갈리크어파 (자료 미비): 은두가어, 실리모어, 니니아 얄리어, 패스밸리 니니아어, 앙구루크 니니아어

- 남도베라이어족
  - 남도베라이어: 바라우어, 웨리아가르어(켐베라노), 아란다이어, 코코다어(타로프), 카이스어, 푸라기어, 카부리어, 카수웨리어
  - 이난와탄어파: 두리안케레어, 수아보어(이난와탄)
  - 콘다야하드어파: 콘다어, 야하드어

- 타나흐메라흐어 (고립어)

- 모르어 (고립어)

- 뎀어 (고립어)

- 다말어(우훈두니) (고립어)

- 메크어족
  - 서메크어파: 케텡반어, 시르카이어, 키노메어
  - 동메크어파: 우나어(골리아스), 에이포메크어, 코사레크어 얄레어, 코루푼어, 다기어, 시시브나어, 데이불라어, 셀라어, 날카어, 니프산어

- ? 카우레카포리 (TNG에 잠정적으로만 포함됨: 현재 자료로 대명사 복원이 불가능)
  - 카포리어 (고립어)
  - 카우레어족: 카우레어, 코사들레어, 나라우어

- ? 파우와시어족 (TNG에 잠정적으로만 포함됨: 현재 자료로 대명사 복원이 불가능)
  - 동파우와시어파: 야피어, 에무무어
  - 서파우와시어파: 두부어, 토웨이어

- 카야가르어족: 아토화임어(카우가트), 카야가르어(카이기르), 타마가리오어

- 코폴롬어족: 키마마어, 리안타나어, 은돔어

- 모라오리어 (고립어)

- 키와이포로메
  - 키와이어족: 북동키와이어, 아리기비어, 남키와이어, 바무어, 모리기어, 케레오어, 와보다어

- - 포로메어(키비리) (고립어)

- 마린드어족
  - 보아지어파: 쿠니보아지어, 지마카니어
  - 마린드어: 비안 마린드어, 마린드어
  - 야카이어파: 와르카이비핌어, 야카이어

- 중부 및 남부 뉴기니어 (본래 TNG에 제안된 어족으로, 각 어파의 대명사 관계가 있는지는 불분명하다)
  - 아스마트어족 : 카수아리나해변 아스마트어, 야오사코르 아스마트어, 중앙아스마트어, 북부아스마트어, 부루와이어(아시에나라), 시타크어, 탐님 시타크어, 디우웨어, 캄베라우어(이리아), 카모로어, 셈판어
  - 아우유두무트어족:
    - 사위어 (고립어)
    - 아우유어파: 아구어-차쾀보어(코토구트), 남아우유어(시아가), 중앙아우유어, 자이르 아우유어
    - 두무트어파: 아타스 만도보어(카에티), 바와 만도보어, 콤바이어, 왐본어, 왕곰어
    - 미분류: 코로와이어, 북코로와이어, 케툼어

  - 몸붐어족: 코네라우어, 몸붐어
  - 오크어족:
    - 탕코어 (고립어)
    - 서부오크어파: 부루마코크어, 퀘르어, 코프카카어
    - 저지오크어파: 이우르어, 북무유어(북카티어), 남무유어(남카티어), 닝게룸어, 용곰어
    - 산지오크어파: 비민어, 파이올어, 카우올어, 미안어, 나카이어, 세타만어, 수강가어, 응갈룸어, 티팔어, 텔레폴어, 우라프민어

- 오크사프민어 (고립어)

- 고고달라수키어족
  - 수키어 (고립어)
  - 고고달라어파: 고고달라어, 아리어, 와루나어

- 티리오어족: 티리오 파푸아어(마카얌, 아투루), 비투르어(무툼), 바라무어, 웨레어

- 엘메아어족
  -  ? 푸라리어 (고립어)
  - 카키 아에어 (고립어; 엘메아어와 TNG의 연결고리)
  - 엘메아어: 케우루어, 오파오어, 오로콜로어, 토아리피어, 타이루마어(우아리피)

- 내륙걸프어족
  - 이피코어 (고립어)
  - 미나니바이어파: 미나니바이어, 타오어, 무바미어, 카라미어, 마히기어

- 투라마키코리아어족
  - 루무어(카이리) (고립어, 투루마어와 TNG의 연결고리)
  - 투루마어파: 오마티어, 이코비어, 메나어

- ? 테레반어족 (TNG에 잠정적으로 포함됨): 다디비어, 폴로파어(포도파)

- 파와이아어 (고립된 어족, TNG조어의 어휘를 포함하고 있으나 어족에 포함되는지는 논란의 대상)

- 앙간어족
  - 앙가티하어 (고립어)
  - 앙간어
    - 앙간어 A (대명사 ni, ti): 함타이어(카파우), 카마사어, 카와트사어, 멘야어, 야고이아어
    - 앙간어 B: 아코예어(로히키), 바루야어, 세페요카어, 심바리어, 수수아미어, 타이나에어(이보리)

- 서쿠투부어족 (TNG조어의 어휘를 포함하고 있으나 어족에 포함되는지는 논란의 대상): 파수어, 소메어, 나무미어

- 동쿠투부어족 (TNG조어의 어휘를 포함하고 있으나 어족에 포함되는지는 논란의 대상): 피와가어, 포에어

- 두나포가야어: 보가야어, 두나어

- 아윈파어족: 아에쿄움어(아윈), 파레어(파)

- 동스트리크랜드어족: 펨베어(아갈라), 고바시어(노마드), 쿠보어, 오두디어(토무), 코나이어, 사모어

- 보사비어족: 아이멜레어(콰레), 카룰리어, 베아미어, 디비야소어(바이나피), 에돌로어, 카수아어, 오노바술루어, 소니아어

- 카물라어 (고립어)

- 엥가어족
  - 북엥가어파: 엥가어, 이필리어, 렘베나어, 비소리오어(이니아이)
  - 남엥가어파: 훌리어, 앙갈어, 삼베리기어(사우), 케와어, 멘디어

- 위루어 (고립어, 엥가어족과 단어 유사성 발견)

- 침부와기어족(로스의 분류가 아님)
  - 침부어파: 추아베어, 돔어, 골린어, 쿠만뉴기니어, 노마네어, 살트유이어, 시나시나어
  - 하겐어파:
    - 멜파어(메들파)
    - 카우겔어: 임봉구어, 음보웅어, 움부웅구어

  - 지미어파: 마링어, 나라크어, 칸다오어
  - 와기어파: 니이어, 와기어, 북와기어

- 카이난투고로카어족 (1948년 카펠이 처음 발견)
  - 고로카어족
    - 이사비어 (고립어)
    - 겐데어 (고립어)
    - 가후쿠어파: 다노어(고지아사로), 알레카노어(가후쿠), 토카노어(저지아사로)
    - 시아네어파: 시아네어, 야웨유하어
    - 남고로카어
      - 베나베나어 (고립어)
      - 포레어파: 포레어, 기미어
      - 카모노야가리아어파: 카모노어, 카니테어, 케야가나어, 야가리아어

  - 카이난투어족
    - 비누마리엔어
    - 타이로아어
    - 와파어
    - 가우와어파: 아가라비어, 아위야나어, 아와파푸아어, 가드수프어, 우사루파어

- 마당
  - 남부 아델버트코완어
    - 코완어족: 코라크어, 와스키아어
    - 남아델버트어
      - 요제프탈
        - 오숨어(우트람붕) (고립어)
        - 와다기남어 (고립어)
        - 시칸어족: 뭄어(카티아티), 실레비어
        - 포모이칸어족: 아남어 (폰도마), 아남구라어, 모레사다어

      - 와낭
        - 파이나마르어 (고립어)
        - 아탄어족: 아템블레어, 넨드어(앙가와)
        - 에무아어족: 아팔리어(에메룸), 무사크어

      - 파니타어 (고립어)

  - 라이해변칼람
    - 라이해변어족
      - 민드짐어파: 안잠어(봄), 봉구어, 말레어, 풀라부어, 삼어(송굼)
      - 야가논어파: 강글라우어, 사에프어, 야봉어
      - 코우오시노어: 아사스어, 신사우루어, 소프어(우시노)
      - 에리마두두엘라어: 두두엘라어, 오게아어(에리마)
      - 질림어 (고립어)
      - 와셈보어 (고립어)
      - 하부라위: 브라흐만어족 대부분 포함: 아라움어, 비욤어, 다나루어, 둠푸어, 케사와이어, 콜롬어, 콰토어, 레미오어, 레라우어, 사우시어, 시로이어, 수마우어, 타우야어, 우리기나어, 우야어(우수), 양굴람어

    - 칼람어족 (라이해변어족의 일부일 가능성이 있음): 간츠어, 칼람어-코본어, 타이 파푸아어

  - 크루아질
    - 디미르-말라스: 디미르어, 말라스어
    - 카우콤바르: 바르감어(무길), 말라어(파이), 미아니어(타니), 마이아어(필라, 사키))
    - 쿠밀: 브렘어(부나분), 베푸르어, 마우와케어(울링간), 모에레어, 무사르어
    - 티보르-오모사: 팔어(아바사쿠르), 코볼어(코구만), 코와키어, 마와크어, 파모수어(히니혼), 와남브레어
    - 아마이몬어 (고립어)
    - 누무겐-마부소
      - 누무겐: 빌라쿠라어, 파라웬어, 우쿠리구마어, 우산어(와누마), 야벤어, 야라와타어
      - 마부소 (로스는 카레어를 제외하고 하위분류를 구분하지 않았다)
        - 카레어 (고립어)
        - 코콘: 기라와어, 무니트어, 케인어(베말)
        - 굼: 아멜레어, 바우어, 구말루어, 이세베어, 파님어, 시한어
        - 한세만: 바이마크어, 바구피어, 갈어, 노보노브어(가루흐), 가루스어, 마완어, 마테피어, 모시모어, 무루피어, 나케어, 렘피어, 라프팅어, 사루가어, 사모사어, 우투어, 와마스어, 실로피어, 요이디크어, 와기어(캄바)
- 피니스테르-후온 (본래 TNG 가설의 일부)
  - 피니스테르어족 (내부 분류의 어려움이 있음)
    - 아바가어 (고립어)
    - 에라프어: 피농간어, 구산어, 마마어, 문키프어, 나카마어, 니미어, 누크어, 네크어, 누망강어, 사우크 파푸아어, 우리어
    - 구사프-모트어파: 마디어(기라), 이요어(나후), 네코어, 네크기니어, 응가잉어, 라와어, 우핌어
    - 우루와어파: 누크나어(코무투), 사캄어, 솜어, 웰리키어, 야우어
    - 완토아트어: 아와라어, 투마이루무어, 완토아트어(야가와크, 밤)
    - 와루프어: 아사로오어(모라파), 불게비어, 데게난어, 포라크어, 구야어(구이아라크), 과하티케어(다하팅), 무라타야크어(아사트), 야고미어
    - 유프나어파: 본키만어, 도뭉어, 가부타몬어, 마어(메부), 난키나어, 요프노어(케위엥, 완다봉, 노코포, 이산)

  - 후온어족 (내부 분류의 어려움이 있음)
    - 코바이어 (고립어)
    - 동후온어파: 데두아어, 쿠베어, 카테어, 보롱어(코소롱), 마페어, 미가바크어, 모마레어, 세네어
    - 서후온어파: 부룸어(민디크), 키날라카어, 콤바어, 쿠모키오어, 메세어, 나바크어, 노무어, 오노어, 시알룸어, 셀레페트어, 팀베어, 토보어

- 남동파푸아어족
  -  ? 고일랄란어족 (TNG에 잠정적으로 포함됨): 푸유그어, 타우아데어, 비안가이어-쿠니마이파어-웨리어
  - 코이아리어족
    - 코이아리어파: 평지코리아리어, 산지코이아리어, 코이타부어
    - 바라이어파: 바라이어, 에세어(마나갈라시), 나미아에어, 외미에어

  - 콸레어족: 후메네어, 우아레어(콸레), 물라하어
  - 마누바라어족: 도로무어, 마리아어
  - 야레바어족: 아네메 와케어(아비아), 바리지어, 모이코디어(도리리), 나와루어(시리오), 야레바어
  - 마일루어족: 바우와키어, 비나하리어, 도무어, 라우아어, 마일루어(마기), 모라와어
  - 다가어족: 다가어, 기누마어, 디마어(지마지마), 마페나어, 마이와어, 온조브어, 카나시어(소나), 투라카어, 우마나카이나어(궤데나)

- 비난데라어족 (최근에 확장됨)
  - 구후세마네어 (고립어)
  - 비난데레어족: 암바시어, 아에카어, 비난데레어, 바루가어, 도그호로어, 에와게어(노투), 가이나어, 훈자라어, 코라페어, 마와에어, 오로카이바어, 수에나어, 예가어, 예코라어, 지아어

### 부름에 의해 TNG에 포함되었으나 로스에 의해 미분류로 남은 언어들
로스는 분류 체계를 대명사에 의존하였으나 파푸아 뉴기니의 많은 언어들의 기록 상태로는 이것조차 힘들었다. 그에 따라 부름에 의해 TNG에 포함된 일부 고립어들이 로스의 체계에서는 미분류 상태로 남았다.
- 케나티어
- 코먄다레트어
- 마세프어
- 몰로프어
- 모무나어족: 모미나어, 모무나어(소마하이)
- 사마로케나어
- 토팜나어
- 우스쿠어

### 부름에 의해 TNG에 포함되었으나 로스에 의해 제외된 언어들
로스는 95개의 언어를 트랜스뉴기니어족에서 제외했다. 이들 작은 어족들은 TNG 언어들과 대명사 체계가 다르나 구조적으로는 유사하며, 이는 계통 때문일 수도 있으나 TNG 언어들과의 오랜 접촉의 결과일 수도 있다.
- 경계어족 (15)
- 이시라와어 (고립어)
- 호수평원어족 (19)
- 마이라시어족 (4)
- 님보라어족 (5)
- 피아위어족 (2)
- 센타니어족 (4) (동도베라이센타니어족에 포함됨)
- 토르퀘르바어족 (17)
- 트랜스플라이불라카강어족은 분리되었다: 키와이어족, 모리오리어, 티리오어는 TNG에 남았고 남동파푸아어족(22)와 동트랜스플라이어족 (4).

### 핵심 트랜스뉴기니어족
글로톨로그 3.4판(2019)은 다음 열 개 어파로 구성된 핵심 트랜스뉴기니어족(Nuclear TNG)을 인정한다.
- 마당어파 (106)
- 피니스테르·후온어파 (61)
- 아스마트·아우유·오크어파 (49)
- 카이난투·고로카어파 (28)
- 침부·와기어파 (17)
- 엥가·케와·훌리어파 (14)
- 다니어파 (13)
- 확장 비난데레어파 (13)
- 메크어파 (8)
- 파니아이호수어파 (5)

## 대명사
로스는 트랜스뉴기니조어의 다음의 대명사 및 *a~*i로 단수, 단수 외 수를 구분하는 것을 재구성하였다:
| 나      | *na        | 우리들 | *ni |
| 너      | *ga        | 너희들 | *gi |
| 그/그녀 | *(y)a, *ua | 그들   | *i  |
이 밖에도 "우리들"에 해당하는 *nu와 "너"에 해당하는 *ja가 낮은 빈도로 발견되는데, 로스는 이를 경어체일 것이라고 추측하고 있다. 거기다가 양수 접미사 *-li와 *-t, 복수형 접미사 *-nV, 그리고 집단을 나타내는 *-pi-(양수), *-m-가 1인칭에서 쓰일 때에는 듣는 상대를 포함하는 "우리들"을 뜻한다. (이러한 집단을 나타내는 삽입사는 중부 및 동부 고원지대에서만 찾을 수 있으며 트랜스뉴기니조어에는 없었을 가능성도 있다.)